# 江口憲一
江口 憲一（、1947年〈昭和22年〉6月9日 - ）は、日本の特撮映画の撮影監督。東京都出身。東宝映像美術所属。

## 経歴
東京写真大学を卒業後、日テレ報道部のカメラマンとして入社。しかし、政府関係の会議が中心であったため面白みを感じられず、自身の写真について考えるため半年間インドを旅する。1973年に退社しフリーとなり、テレビドラマの撮影助手として活動を始める。1974年に東宝映像に入社。
映画『ノストラダムスの大予言』（1974年）で特撮作品に初参加したのち、映画『大空のサムライ』（1976年）より特撮監督の川北紘一の下で特撮班チーフカメラマンを務める。ゴジラシリーズでは、川北が離れた後も『ゴジラ×モスラ×メカゴジラ 東京SOS』（2003年）まで参加した。

## 撮影手法
川北紘一が特撮監督を務めた怪獣映画では怪獣の目線に合わせた主観撮影が多用されるが、江口は怪獣の歩行にあわせて自身も大きく踏み歩いてカメラを振動させたり、独自に開発した振動装置を用いて地響きを表現するなど独特な手法を駆使していた。
またゴンドラやクレーンを用いての危険なカメラワークも果敢に挑戦しており、大プールにカメラごと落ちても撮影を再開しようとしたことから「ダイハード・江口」とあだ名された。『ゴジラvsビオランテ』では、大プールでの撮影に用いていたイカダが急停止し水没している。
ミニチュアセットの撮影では、造形物が多いために照明が狙った影がうまく作れないこともあり、照明を強調するため黒のスプレー塗料を用いて影を描くという手法を考案した。
本格的にデジタル合成が導入された平成モスラシリーズでは、操演のピアノ線を消す作業もフォトショップを用いて自ら行っていた。
デジタル技術の発展によりカメラで映した映像をモニターで確認できるようになったことについて、カメラマン以外のスタッフでも現場で画を確認できるため合成作業などが効率的になったと評している一方で、様々な部署から意見が出るようになったことから現場の効率ため江口自身は一度OKを出したものについては再チェックはしないと述べている。

## 代表作

### テレビ
| 期間                         | 番組名        | 制作（放送局）           | 役職               |
| ---------------------------- | ------------- | ------------------------ | ------------------ |
| 1972年4月7日 - 1973年3月30日 | ウルトラマンA | 円谷プロダクション (TBS) | 撮影助手（本編班） |

### 映画
| 公開年月日 | 公開年月日 | 作品名                                    | 制作（配給）                                                           | 役職     |
| ---------- | ---------- | ----------------------------------------- | ---------------------------------------------------------------------- | -------- |
| 1974年     | 12月28日   | エスパイ                                  | 東宝映像 （東宝）                                                      | 撮影助手 |
| 1984年     | 3月17日    | さよならジュピター                        | 東宝映画 東宝映像 イオ （東宝）                                        | 撮影     |
| 1984年     | 8月11日    | 零戦燃ゆ                                  | 東宝映画 東宝映像 （東宝）                                             | 撮影     |
| 1985年     | 1月26日    | 愛・旅立ち                                | フィルムリンクインターナショナル （東宝）                              | 撮影     |
| 1987年     | 1月17日    | 首都消失                                  | 徳間書店 関西テレビ 大映映画 （東宝）                                  | 撮影     |
| 1987年     | 9月26日    | 竹取物語                                  | フジテレビ 東宝映画 東宝映像 （東宝）                                  | 撮影     |
| 1988年     | 9月17日    | アナザーウェイ D機関情報                  | タキエンタープライズ （東宝東和）                                      | 撮影     |
| 1989年     | 7月22日    | ガンヘッド                                | 東宝映画 東宝映像美術 サンライズ BANDAI 角川書店 IMAGICA （東宝）      | 撮影     |
| 1989年     | 12月16日   | ゴジラvsビオランテ                        | 東宝映画 東宝映像美術 （東宝）                                         | 撮影     |
| 1991年     | 12月14日   | ゴジラvsキングギドラ                      | 東宝映画 東宝映像美術 ファーストウッド・エンターテインメント （東宝）  | 撮影     |
| 1992年     | 12月12日   | ゴジラvsモスラ                            | 東宝映画 東宝映像美術 （東宝）                                         | 撮影     |
| 1993年     | 12月11日   | ゴジラvsメカゴジラ                        | 東宝映画 東宝映像美術 （東宝）                                         | 撮影     |
| 1994年     | 7月9日     | ヤマトタケル                              | 東宝映画 東宝映像美術 ASATSU ライトヴィジョンエンタテイメント （東宝） | 撮影     |
| 1994年     | 12月10日   | ゴジラvsスペースゴジラ                    | 東宝映画 東宝映像美術 （東宝）                                         | 撮影     |
| 1995年     | 12月9日    | ゴジラvsデストロイア                      | 東宝映画 東宝映像美術 （東宝）                                         | 撮影     |
| 1996年     | 12月14日   | モスラ                                    | 東宝映画 東宝映像美術 （東宝）                                         | 撮影     |
| 1997年     | 6月7日     | 誘拐                                      | 東宝映画 東宝映像美術 （東宝）                                         | 協力撮影 |
| 1997年     | 12月13日   | モスラ2 海底の大決戦                      | 東宝映画 東宝映像美術 （東宝）                                         | 撮影     |
| 1998年     | 12月12日   | モスラ3 キングギドラ来襲                  | 東宝映画 東宝映像美術 （東宝）                                         | 撮影     |
| 1999年     | 12月11日   | ゴジラ2000 ミレニアム                     | 東宝映画 東宝映像美術 （東宝）                                         | 撮影     |
| 2000年     | 7月22日    | プルガサリ 伝説の大怪獣                   | 朝鮮芸術映画撮影所 （レイジング・サンダー）                            | 撮影     |
| 2000年     | 12月16日   | ゴジラ×メガギラス G消滅作戦               | 東宝映画 東宝映像美術 （東宝）                                         | 撮影     |
| 2001年     | 12月15日   | ゴジラ・モスラ・キングギドラ 大怪獣総攻撃 | 東宝映画 東宝映像美術 （東宝）                                         | B班撮影  |
| 2002年     | 12月14日   | ゴジラ×メカゴジラ                         | 東宝映画 東宝映像美術 （東宝）                                         | 撮影     |
| 2003年     | 12月13日   | ゴジラ×モスラ×メカゴジラ 東京SOS          | 東宝映画 東宝映像美術 （東宝）                                         | 撮影     |

## 受賞歴
- 1988年 第11回日本アカデミー賞 ：特別賞特殊技術賞『首都消失』『竹取物語』[14]
- 1993年 第47回映像技術賞：特殊技術賞『ゴジラvsメカゴジラ』